# 横浜市交通局3000形電車
横浜市交通局3000形電車（よこはましこうつうきょく3000けいでんしゃ）は、横浜市交通局が横浜市営地下鉄のブルーライン（1・3号線の路線愛称）にて運用する通勤形電車である。
3000形（以下「本形式」）には、1992年（平成4年）より導入された1次車（通称「3000A形」）、1999年（平成11年）に増備された2次車（通称「3000N形」）、2004年（平成16年）より1000形の代替を目的として導入された3次車（通称「3000R形」）、2005年（平成17年）より2000形の代替目的で同形式より一部機器を流用して新造された4次車（通称「3000S形」）、2017年（平成29年）より3000A形の代替を目的として導入された5次車（通称「3000V形」）が存在し、本項では上掲5形式について詳述する。

## 形態別概要
本形式はマイナーチェンジを繰り返しつつ、1992年から現在にかけて5次にわたって増備され、個々に製造目的や仕様が異なる。以下にそれぞれの特徴を記述する。

### 1次車（3000A形）
新横浜 - あざみ野間開業に伴う運用増加分として1992年（平成4年）から1993年（平成5年）に落成した。東急車輛製造製で、6両編成8本（第24 - 31編成・48両）が在籍する。
このうち、第24編成は先行試作車で、あざみ野開業に先かけて営業運転に投入されている。その後、開業に備えて量産車（第25 - 31編成）が落成した。先行試作車と量産車の違いはわずかで、具体的には運転台の圧力計、電流計をLEDのバー表示式（デジタルメーター）から視認性の良いアナログ指針式に変更したこと、運転席モニター画面の角度変更などである。
無塗装軽量ステンレス車体に水色と青の帯を配する。先頭車前頭部はステンレス構体に、FRP成形品を取り付けたもので、丸みを帯びている。先頭車の非常扉には、後から横浜市交通局のマスコットキャラクター「はまりん」のステッカーが貼り付けされたが、2008年頃から彩色されたステッカーに交換された。
座席は先頭車の運転室後部がボックス式クロスシートで、その他はロングシートである。クロスシートの向かいは車椅子スペースを設置する。また、車内照明(蛍光灯)にはカバーが装着されているが、関東の鉄道事業者の通勤形車両では採用例が非常に少なく、過去に存在した車両を含めても京急2000形程度である。側窓ガラスは透明ガラスで、地上区間が増えたことからカーテンを設置する。
客用ドアの室内側は化粧板仕上げで、幅は1000形や2000形に比べて300 mm広い1,500 mmとなった。これは後述する2 - 5次車も同様である。ロングシートは2,800 mmの長さで、7人掛けである。2 - 5次車に比べるとドアのガラスの幅が広く、位置が低い。客用ドア上部にはLED・2段式の車内旅客案内表示器と路線図式の次駅案内装置を一体化した装置が設置されている。
2号車・4号車のあざみ野寄りに設置されている貫通扉の機構は圧力によるドアクローザ式である。
制御装置は三菱電機製GTOサイリスタ素子（2,500V - 3,100A）によるVVVFインバータ制御を採用した。かご形三相誘導電動機の採用で保守軽減が図られたことから電動車の主電動機点検蓋（トラップドア）は省略された。ただし、各車両の貫通路前の床面に点検蓋が設置されている。補助電源装置は東洋電機製造製SVM120-483B（RG483-B-M）形（DC-DCコンバータ方式、定格容量120 kW）で、直流750Vから直流600V、単相交流200V、100V、直流100V、24Vに降圧するものである。運転台は従来車両同様に、横軸式のマスコン・ブレーキ操作器（前後に操作するツーハンドルマスコン）を採用していた。
車両価格は1編成あたり8億8千万円である。
2007年（平成19年）12月から開始したワンマン運転を前に自動列車運転装置 (ATO) 対応改造が施され、「3000A形」と呼称されるようになった。これに併せて車内旅客案内表示器の表示内容が2次車以降と同一になったほか、次駅案内装置には駅名の下に駅番号が追加された。
デビューから20年以上が経過し、屋根部のスポット溶接の亀裂や車内床面の内部素材の経年劣化が見られるようになり、当初は大規模な改修を検討していたが、予想以上の費用が計上されることとなったため、後述する3000V形・4000形の導入により2022年10月から順次廃車されている。

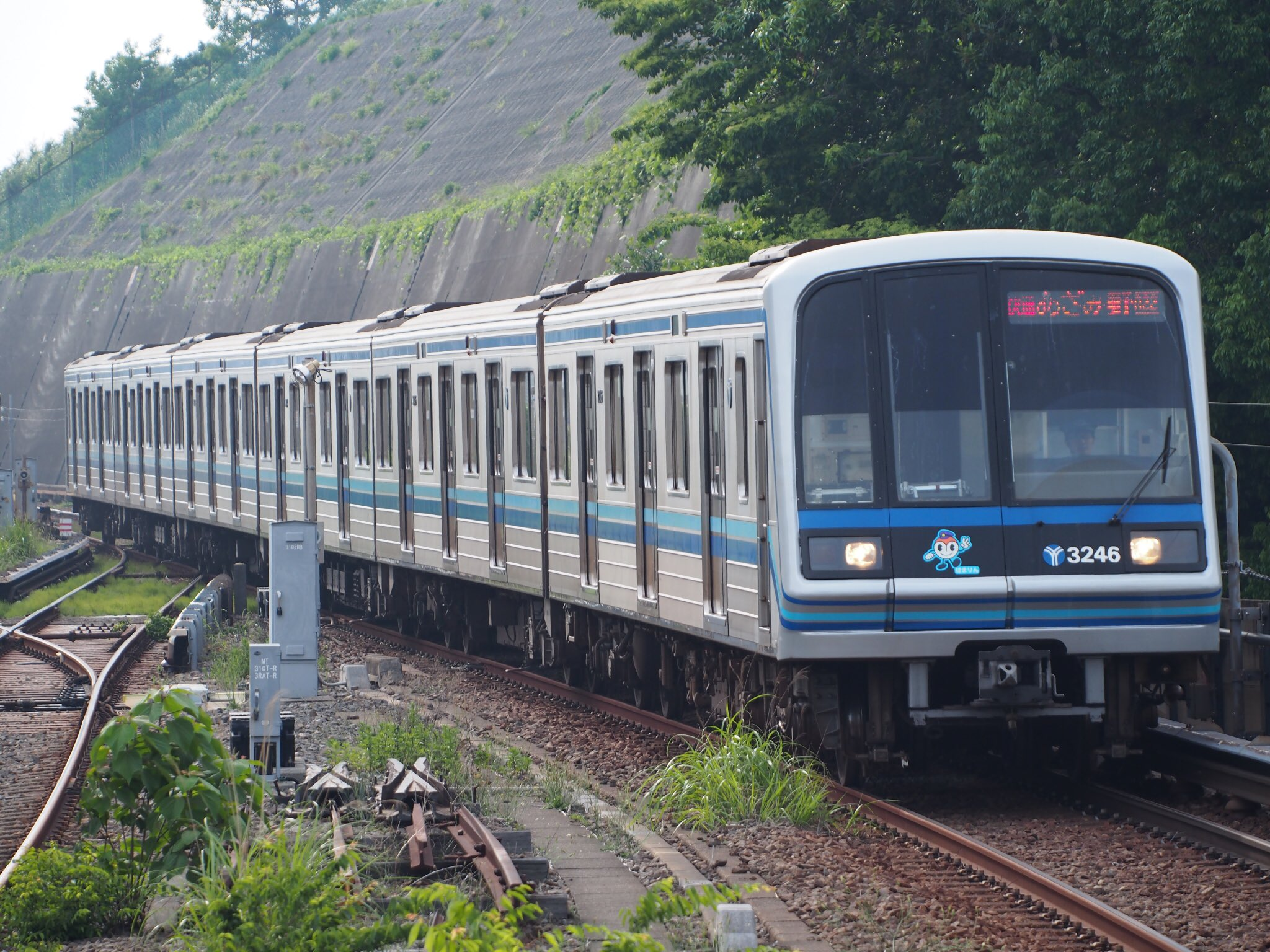
1次車（3000A形） （2019年5月 上永谷駅）
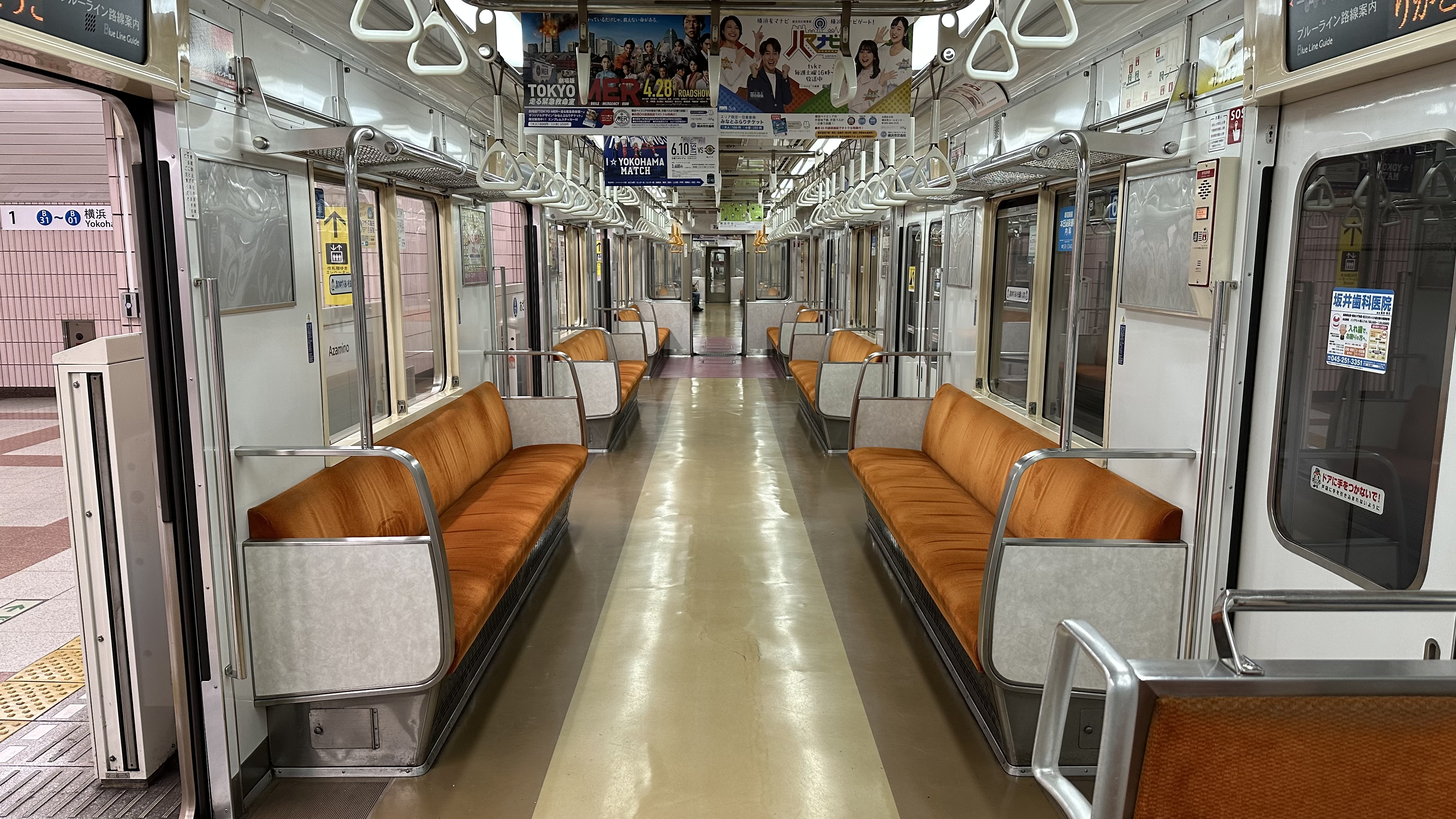
車内（全景）
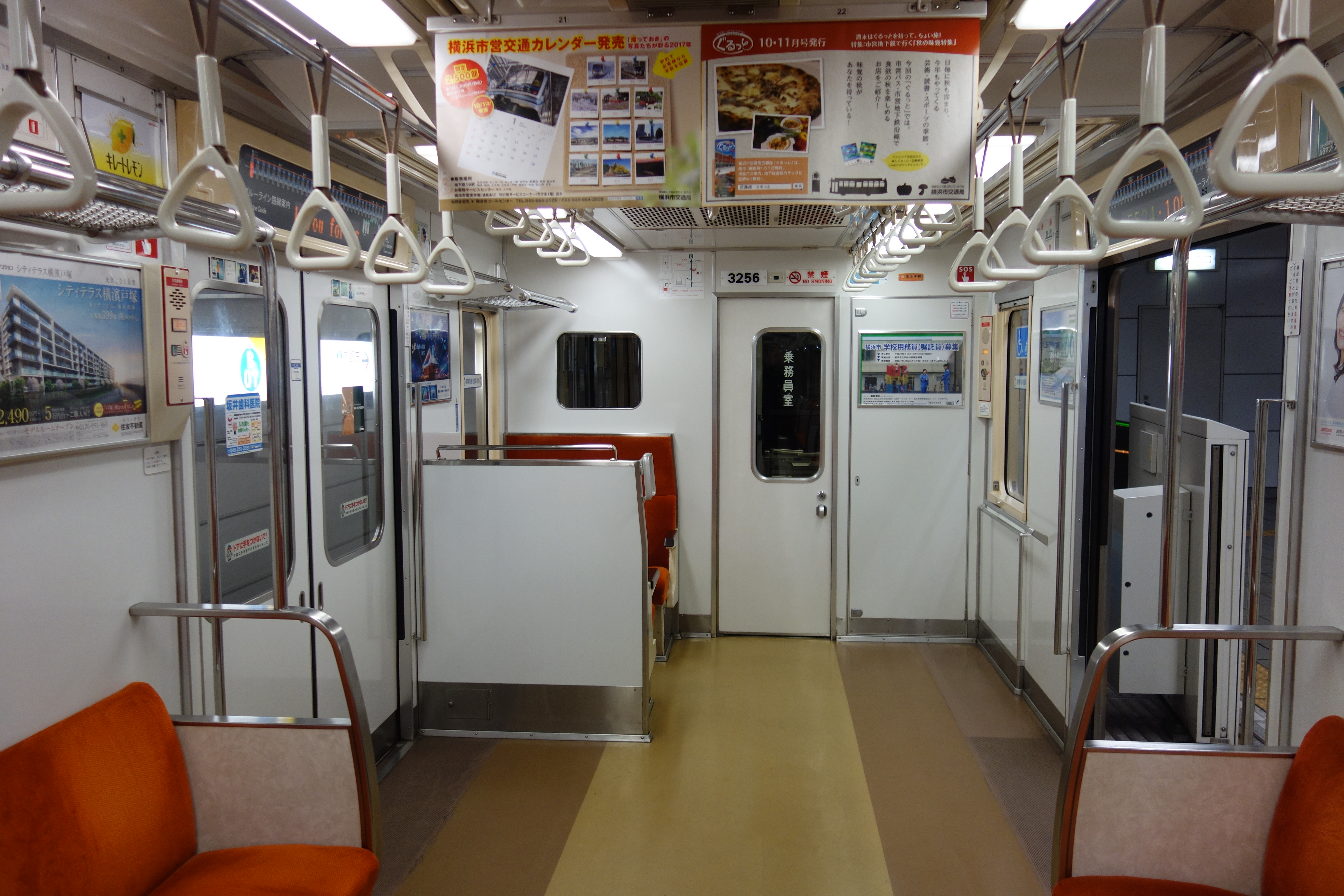
車内（先頭側）
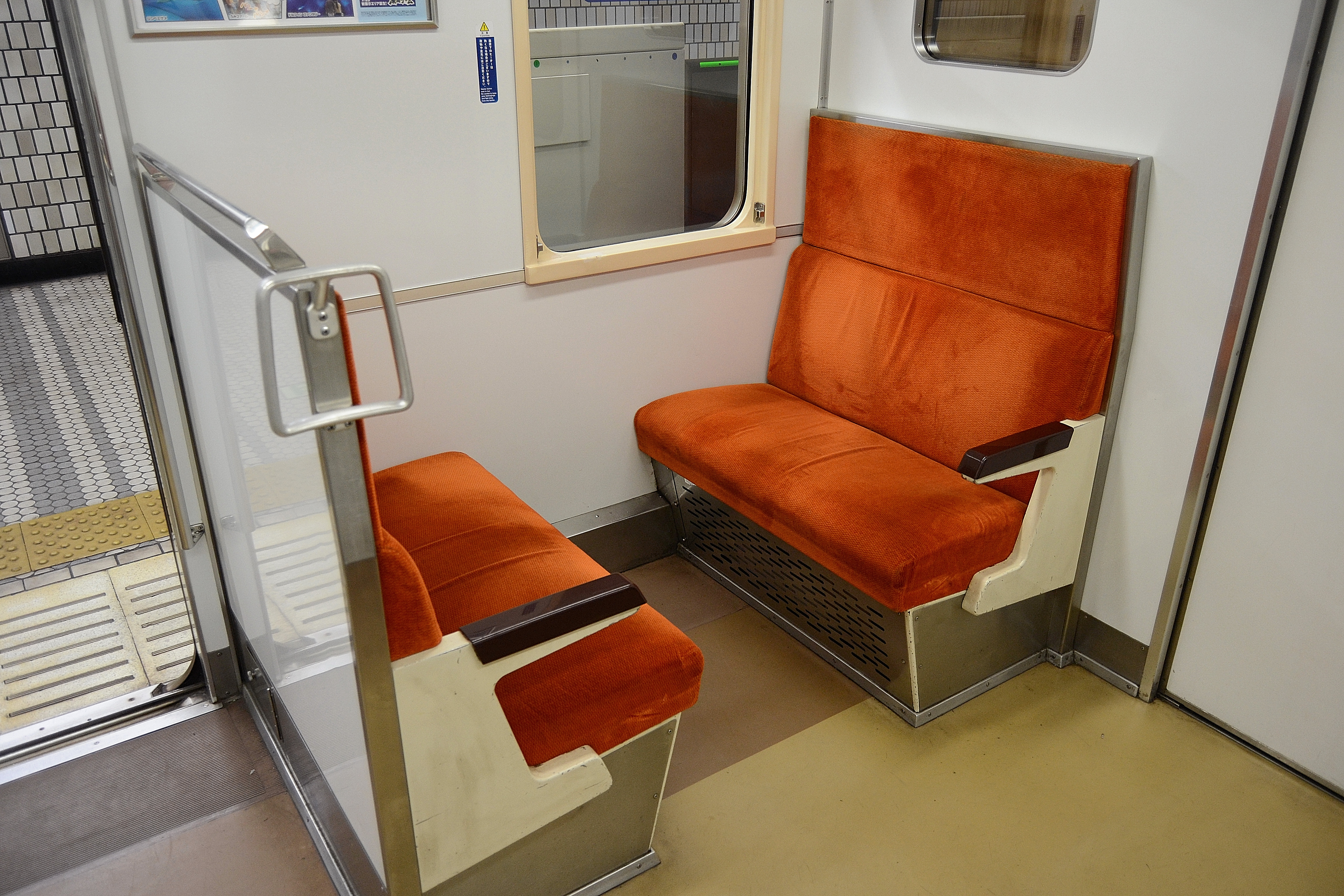
1次車の先頭車の運転席後部の客室に設置されたボックスシート
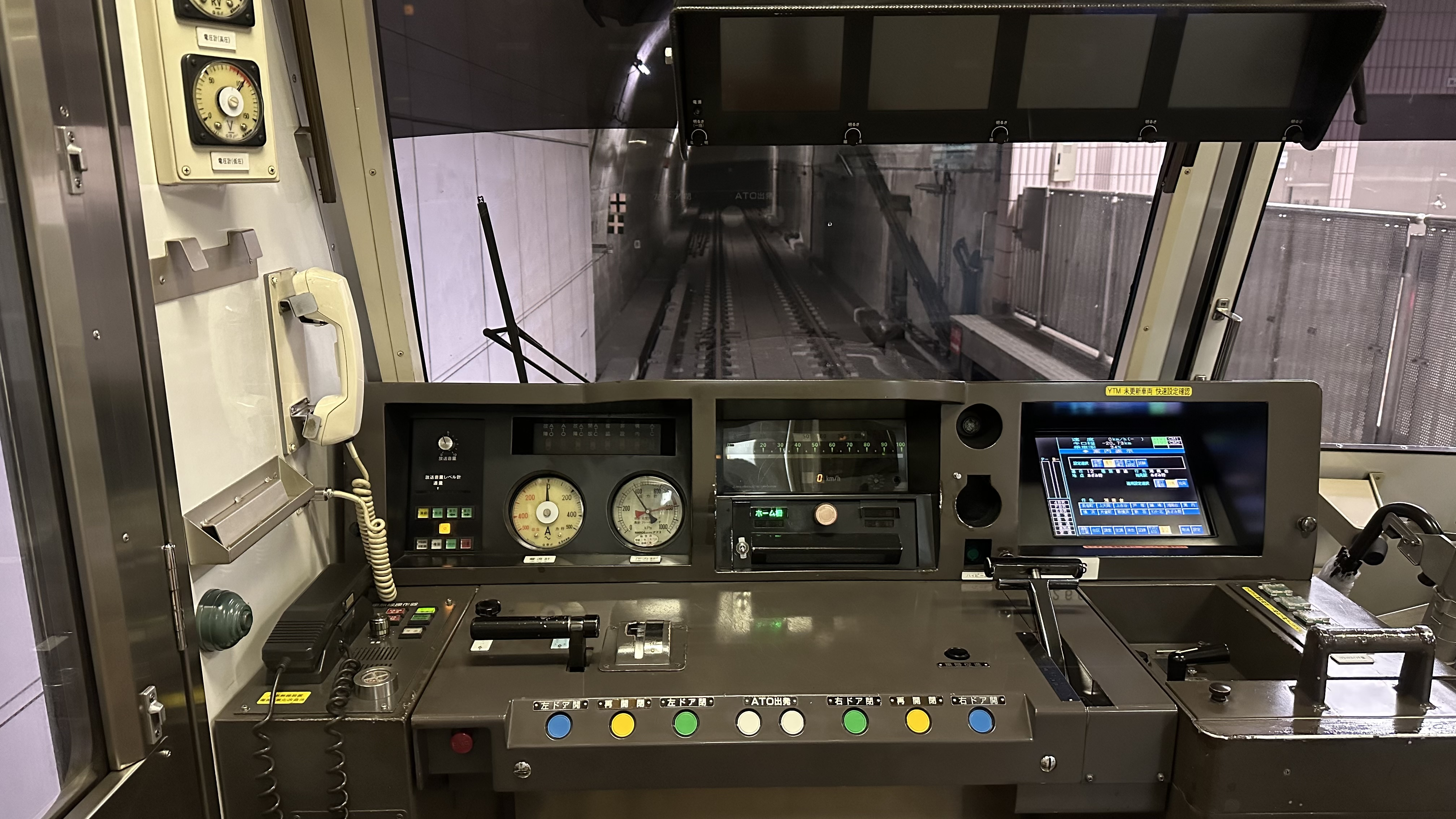
運転台

### 2次車（3000N形）
戸塚 - 湘南台間開通に伴う運用増加分として1999年（平成11年）に登場した。東急車輛製造製で、6両編成7本（第32 - 38編成・42両）が製造された。ただし後述の事故廃車により、2023年現在は6両編成6本（第32 - 37編成・36両）が在籍する。
「「New」（ニュー：英語で「新しい」という意味）の略称で、「3000N形」と呼称される。
帯の配色は上部は青、下部は太い青に細い水色が重なる。先頭車前頭部は3000A形とは異なり、FRP成形品を廃してステンレス構造とした。また、先頭車の非常用貫通扉下部には横浜市交通局のマスコットキャラクター「はまりん」の銀色のプレートが装着された。
座席は先頭車のボックス式クロスシートを廃止、蛍光灯カバーを省略し、客用ドアの室内側はステンレス無塗装とされた。客用ドアの窓ガラスはボンディング式（接着式）となった。これは3次車以降も同様である。座席のクッションは1次車と同じく柔らかめに設計しているが、着座区分入りのものに変更されていた（現在はバケットシートに交換され、座席表地の柄は3000R、3000S形よりも明るい色のものになっている）。座席端の袖仕切り板は、大型の成形品にした。側窓ガラスは可視光透可率の低いグレーの濃色ガラスを採用し、カーテンの設置を省略した。
客用ドアの上部にある車内旅客案内表示器は、次駅をランプで表示するマップ式のものを廃し、次駅名・乗り換え案内を表示するものと、もう一つは神奈川新聞が配信する文字ニュースや交通局など横浜市政全般に関するお知らせなどを表示するものの2種類になった。それぞれ地色を灰色と茶色で千鳥配置しているほか、「このドアが開きます」と表示するドア開閉予告ランプが新設された。戸閉装置（ドアエンジン）は、閉扉後一定時間戸閉力を弱める「戸閉力弱め機構」を搭載した。車椅子利用者が移動しやすいよう、連結面貫通路幅は800 mmから900 mmに拡大した。
VVVFインバータ制御装置の使用素子はIPM（保護機能付IGBT）に変更され、後に純電気ブレーキの機能が追加された。補助電源装置はIGBT素子を使用した静止形インバータ（SIV・定格容量135kVA）となり、直流750Vを三相交流に変換するものである。
車両価格は1編成あたり7億6千万円であり、1次車と比較してコストダウンが図られている。
第32編成 (3321F) は1999年6月3日から2016年11月7日までインフォメーション電車「はまりん号」として運用され、車体に「はまりん」のイラストステッカーが貼り付けされ、車内旅客案内表示器で横浜市の施設やイベントの案内を表示するほか、車内では小・中学生による絵画ポスターを掲出した（2011年は国際森林年にあたり、同年11月1日から12月27日まで三井物産フォレストと提携し森と木のラッピングを施した「しんりん号」として運行）。
第33編成 (3331F) は2005年12月16日から2015年7月7日まで、横浜港開港150周年記念のラッピング車両として運用されていた。
導入後、1次車と同じくワンマン運転開始に備えて全編成に対応改造が施され、また2014年には車内灯に使用されている安定器の絶縁劣化対策として、車内照明を従来の直管蛍光灯からLED照明に交換する工事が全編成を対象に施工された。
直管LEDの仕様は下記のとおりである。
型番・EFL-040G/A2WWUE（飛散防止膜搭載モデル）
メーカー・川崎重工業株式会社（製造元・株式会社エクセル）
電源・AC200-254V 50/60Hz
消費電力・22W
発光色・白色（4200K）

### 3次車（3000R形）
1972年（昭和47年）の開業時から使用している1000形の置き換え用として登場し、「Replace」（リプレイス　英語で「置き換える」という意味）の略称で、「3000R形」と呼称される。2004年（平成16年）3月30日に営業運転を開始し、2005年（平成17年）7月までに1000形と同じ両数の6両編成14本（第39 - 52編成・84両）が日本車輌製造で製造された。
車体は従来と同じステンレス製で、3000N形に準じているが、日本車輌製造のブロック工法を採用したため、側面の凸凹（ビードプレス加工）が廃された。先頭車前面の塗装は3000N形と異なり銀色仕上げで、正面ガラス下部を曲線とすることでソフトなイメージとした。前照灯はHID式に変更され、先頭車の貫通扉下部の「はまりん」プレートは彩色された。側面の帯色、車内旅客案内表示器（製造当初から駅名の下に駅番号を追加）の仕様は3000N形と同様である。
車内はバリアフリーの充実と火災対策が強化されている。座席形状は3000N形までとは異なり、バケットシート（片持ち式ではない）が採用された。座席表地は、営業運転開始時点ですでに全席優先席とされていたため、2次車まで一部の車端部の座席が優先席であることを示していた紫色の表地は採用されず、全席がオレンジ色の表地とされた。車椅子スペースは両先頭車のみの設置から、各車両1か所ずつに増設した。座席前のつり革の一部は高さの低いものを設置し、6人掛け座席間の中央部には握り棒を1本新設した。側窓ガラスは緑色の紫外線 (UV) カットガラスに変更された。
このほか、床面高さを1,050 mmから1,040 mmに低下、貫通扉は各車両間の片側に設置された。非常通報装置を1両あたり2台から4台に増設、予備灯を1両あたり2台から3台に増設した。運転台は横浜市交通局で初めての、右手操作形のワンハンドルマスコンを採用した。運転台計器盤は、地上区間での視認性向上のため、配置の見直しと「ひさし」を延長している。
VVVFインバータ装置は3000N形と同一だが、当初から純電気ブレーキ機能を有している。これは後述する3000S形も同様である。
車両価格は1編成あたり8億円である。
平成28年度に2次車・4次車と同じく車内照明機器の老朽化対策として車内照明をLED化にする改修が施された。
2004年投入車両（第39 - 46編成）は落成時点でワンマン運転に対応しておらず、3000N形のワンマン対応改造と同時期に対応改造が施されたが、翌2005年の投入車両（第47 - 52編成）は当初からワンマン運転対応となっている。

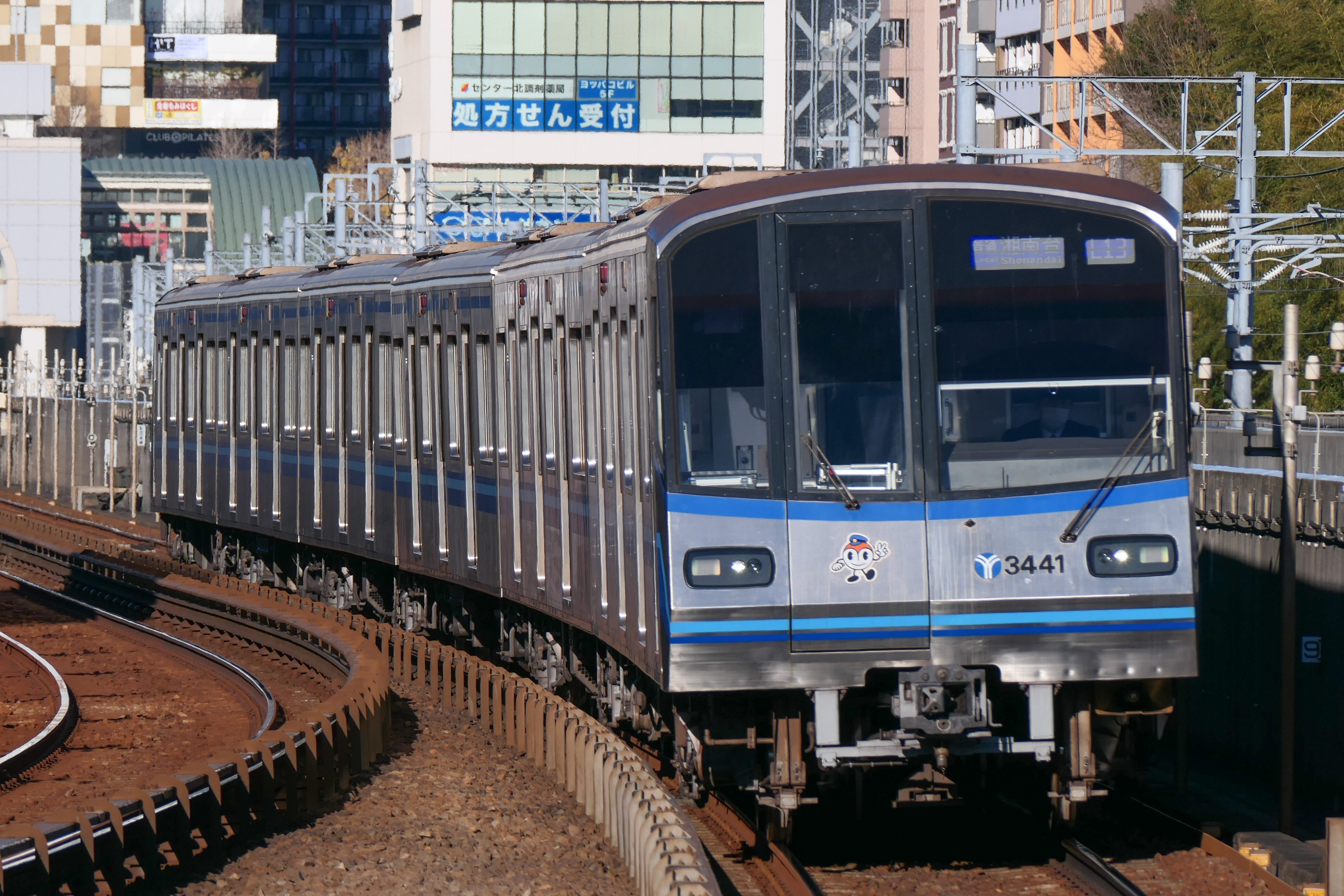
3次車（3000R形） （2021年12月 センター北駅 - センター南駅間）
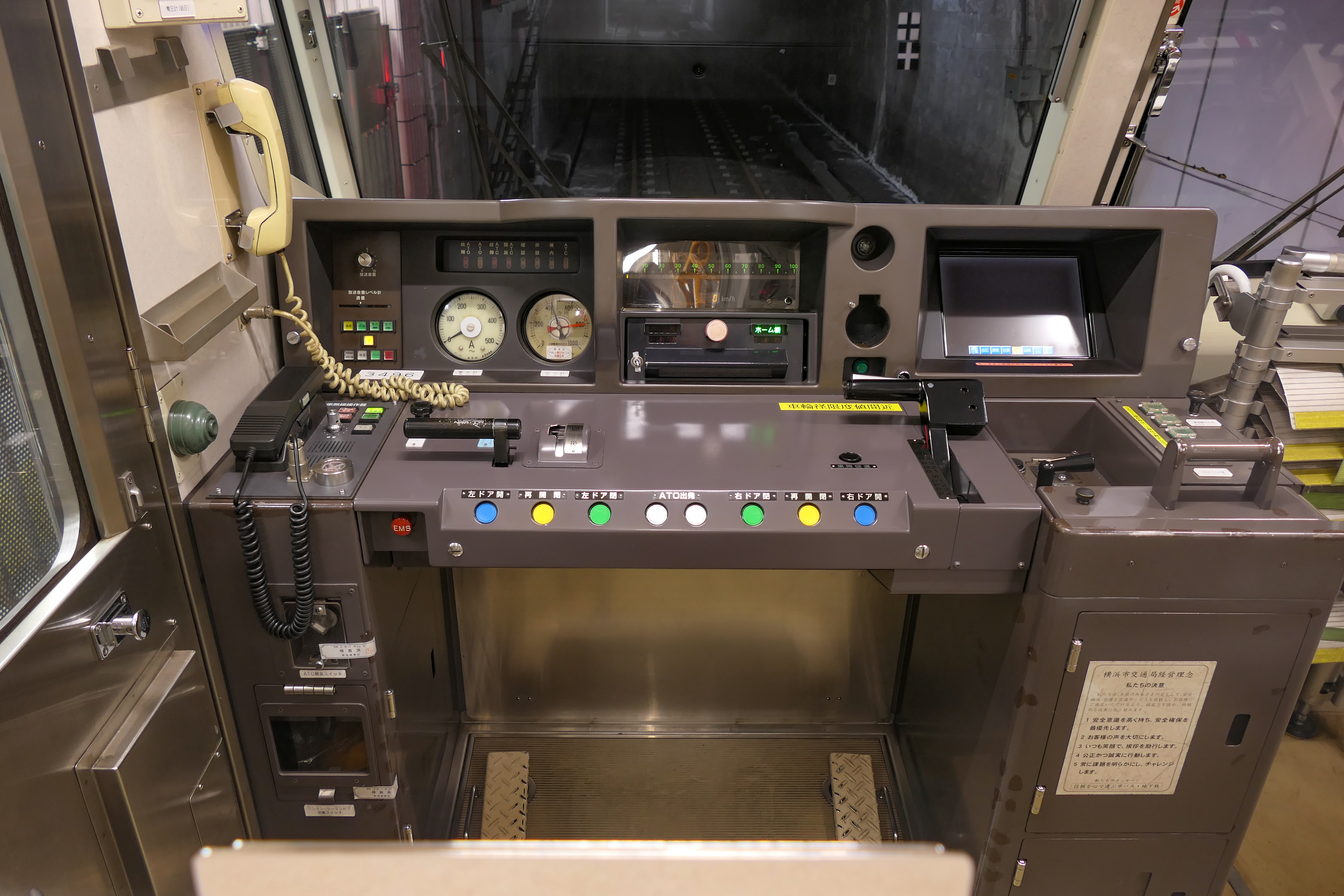
運転台
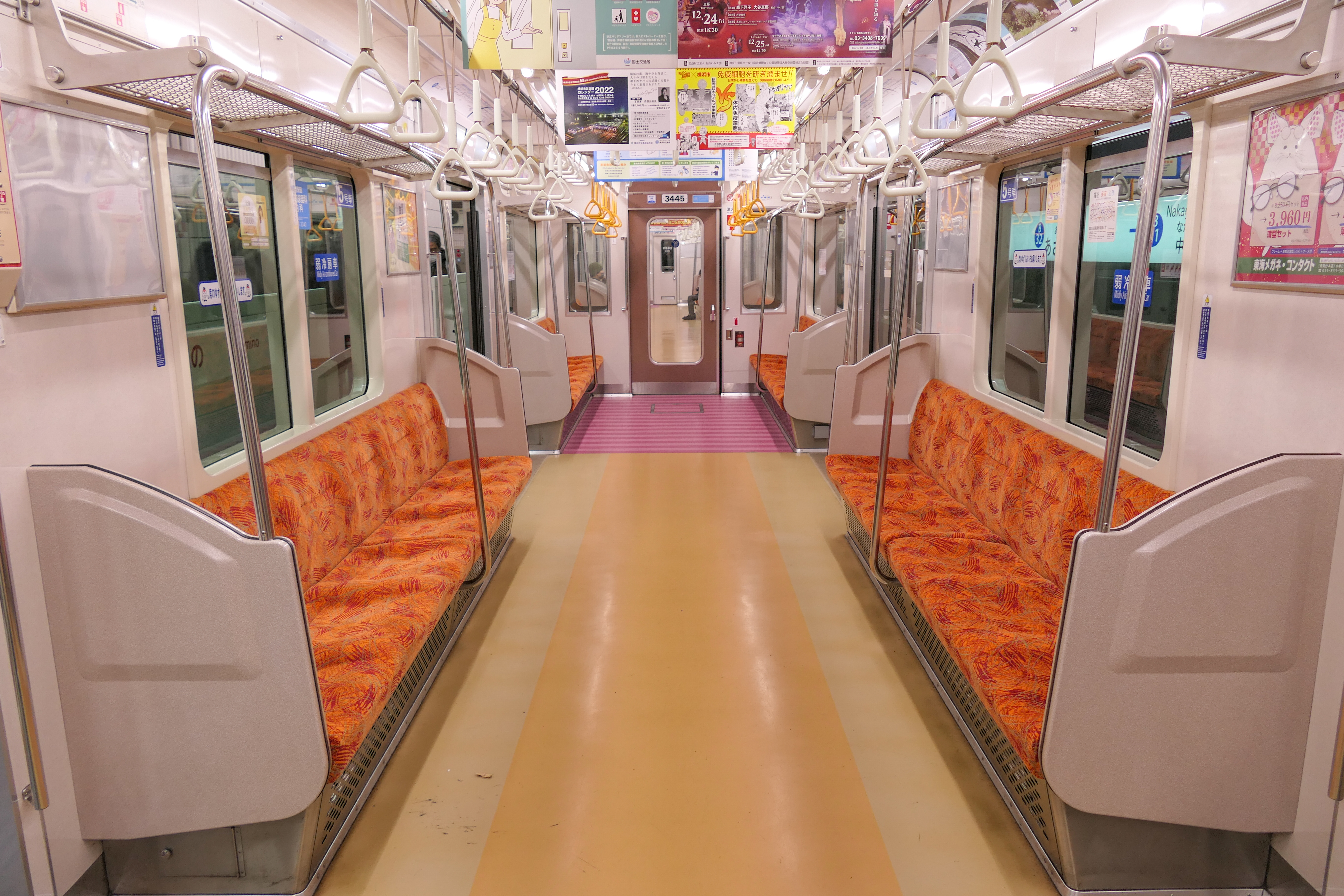
車内
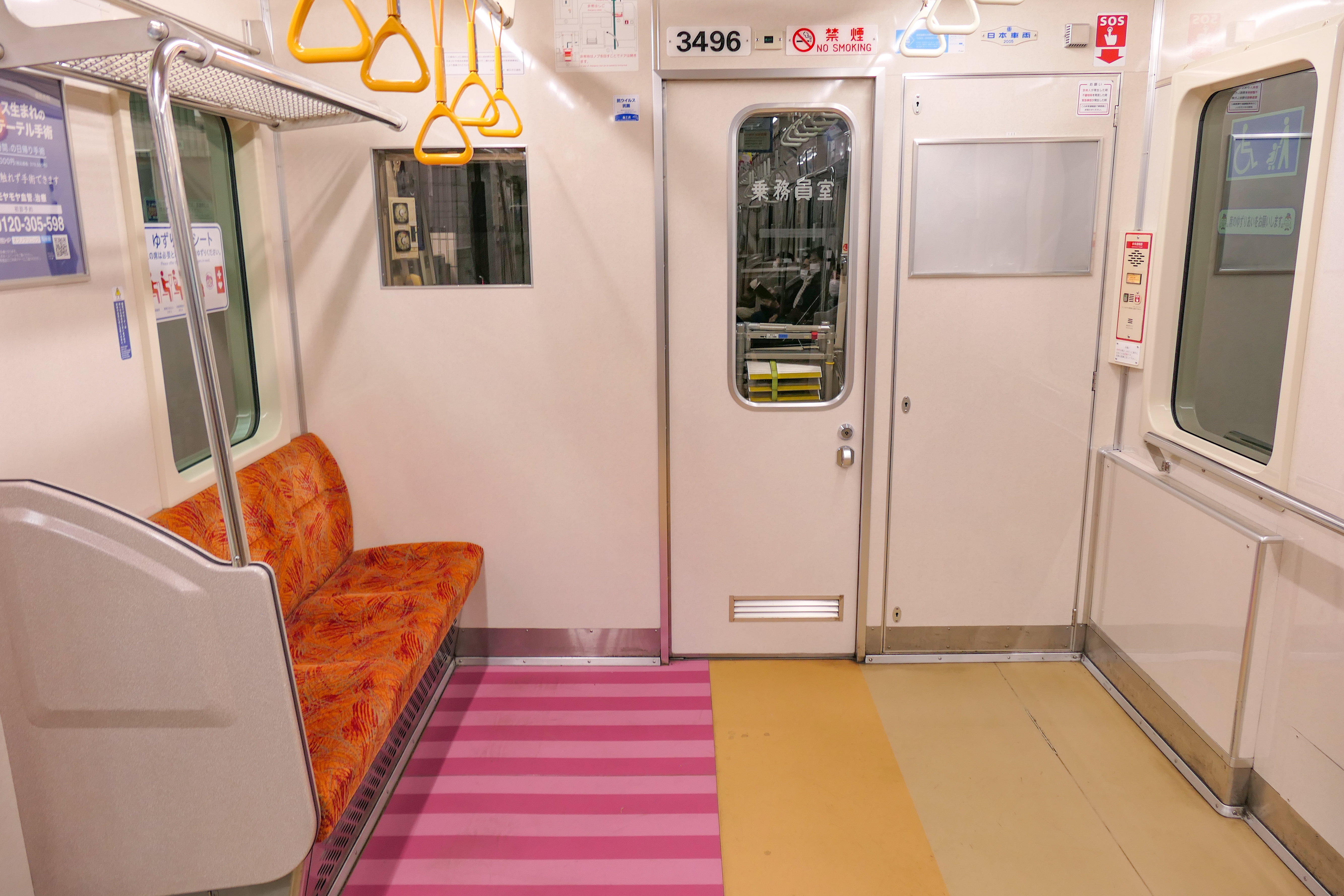
優先席とフリースペース

### 4次車（3000S形）
3000R形の製造当時、2000形は登場から20年が経過し車体更新の時期を迎えていた。また車体の構造上、2007年12月から開始されるワンマン運転には対応できないため、置き換えられることとなった。しかし、2000形は1000形ほど老朽化は進行していなかった。そこで、同形式の下回りのうち、比較的状態の良い台車・ブレーキ装置・補助電源装置（更新品）などを流用し、車体・制御装置・主電動機については3000R形とほぼ同様のものを新規に製造し、ワンマン運転機器を装備する形で登場した。「Satisfaction」（満足）という意味から「3000S形」と呼称される。2005年10月28日に営業運転を開始した。
3次車と同様に日本車輌製造製で、6両編成8本（第53 - 60編成・48両）が製造された。なお、2000形は6両編成9本（54両）が在籍していたが、そのうち1本（第16編成）は必要編成数の見直しで更新せずに廃車された。後述する事故廃車によって、2023年現在は6両編成7本（第54 - 60編成・42両）が在籍する。
車両価格は旧2000形車両の台車、ATC装置ほか多くの部品を再利用することで他形式より最安価で、1編成あたり5億4千万円である。
3000R形との相違点は、先頭車前面の窓下部分の塗装が銀色から水色とされた点と、車体下部の帯色が同形式の「青が水色を挟む」デザインから「水色が青を挟む」に変更された点である。
室内では客用ドア横の握り棒（手すり）、連結間貫通扉の取っ手を2000形から流用した。流用品の補助電源装置（SIV）は、2000形の機器更新用として1999年（平成11年）から納入されていたものである（東洋電機製造製、IGBT素子使用）。定格容量は135kVA、直流750Vを入力電圧として三相交流440V、単相交流200V、100Vを出力するものである。
平成27年度には2次車と同じく車内照明機器の老朽化対策として車内照明をLED化にする改修が施された。
さらに平成29年度には、従来使用していた2000形のブレーキシステムでは降雪時などに対応しきれないため、対雪ブレーキが改良された。

### 5次車（3000V形）
製造から25年が経過した3000A形が老朽化のため大規模修繕が行われることとなり、入場中の予備車確保を目的として登場し、5次車の「5」をローマ数字で表すと「V」となるため「3000V形」と呼称される。当初は3000A形の更新時の予備車として導入が予定されていた。ブルーラインとしては11年ぶりの新型車両で、2017年4月9日より営業運転を開始した。第1編成の価格は1編成24億5000万円であったが、その後川崎重工が3000V形2次車（4000形へ変更。後述）として受注した際は7編成で約69億円まで下がっている。
3・4次車と同様に日本車輌製造製であり、6両編成1本（第61編成）のみが在籍する。3次車以降と同じく、側構体を日車式ブロック工法により組立てられた、オールステンレス車体であり、外板を無塗装ヘアライン仕上げとしている。
先頭形状は3000R形以降と同一でありこの形態は銀色仕上げが採用されたが、前照灯がLED化され、形状も変更されている。デザインコンセプトは「ヨコハマを象徴する海を連想させるデザイン」としており、車体側面の帯は上部水色、下部青色を横方向に配色して水平線をイメージし、各客用ドアの横にはヨットの帆をイメージしたグラデーションのカラーバンドを貼り付け、側面幕板部にカモメのシルエットを配置することで、水平線上に浮かぶヨットとその上空を飛ぶカモメを表現した立体感と躍動感を持たせている。
車内は従来までのオレンジ色のシートと暖色系のデザインからなるインテリアから、路線名であるブルーを基調したインテリアに変更され、座席や床面は青色としている。妻面の貫通扉は、各連結部により異なる横浜の観光名所の図柄を入れた全面ガラスを採用している。座席の袖仕切りは透明なポリカーボネート製とし、立席客と着席客との干渉防止と客室内の点検時の効率化を図っている。車内照明はLED照明による直接照明と間接照明を組み合わせたハイブリッド照明であり、3000A形以来の間接照明となる。また、全車に従来の3000形4次車以前の車椅子スペースに加え、ベビーカーエリアも設置した「車椅子・ベビーカースペース」を設置しており、腰当付きの握り棒と固定ベルトを設けている。非常通報装置は各車に4つ設置されており、「車椅子・ベビーカースペース」に設置されているものは、低い位置に設置されている。
客用ドア上部の車内旅客案内表示器は、3000形4次車以前のLED文字スクロール式から17.5インチの液晶表示器に変更され、各ドア上に2画面が配置されており、左側に神奈川新聞ニュースや広告、右側に停車駅や4ヶ国語（日本語・英語・中国語・韓国語）での次駅案内が表示される。この案内表示器はコイト電工製の「パッとビジョン」である。全線の路線図は、従来であれば全てのドア上に設置されていたが、1,6号車の先頭車の先頭部以外のドア上に千鳥配置されている。
また、車両側面と前面に設置されている行先表示器は、3000形4次車以前の3色LEDからフルカラーLEDに変更され、側面は種別、行先、上段に「ブルーライン」下段に次駅、前述の表記の英語版の4種類を順繰りに表示、前面は「ブルーライン」、行先を交互に表示している。3000形2 - 4次車で採用されていた次駅のドアが開く側を表示していたランプは無くなり、代わりにドアの鴨居部に赤色の開閉予告表示灯が付き、開閉時に点滅する仕様となっている。
台車は従来車と同じくボルスタレス台車としているが、湘南台寄りのTc1車とあざみ野寄りのTc6車の連結面寄りの台車には、PQモニタリング台車を装備している、これは、車輪の輪重Pと横圧Qの比で脱線に対する安全性を評価しているが、これを営業運転する車両で測定する台車であり、輪重は軸ばねの変位により、横圧は車輪の横変位をセンサーで測定するとともに、車輪の軸箱などの振動加速度を測定して、これらの測定されたデータを基に車両と軌道の管理に活用していくことを目的としている。このため、車輪は他の台車の車輪が一体圧延波打ち車輪であるのに対してPQモニタリング台車は車輪を平形車輪としている。
制御装置はVVVFインバータ制御としているが、素子にハイブリッドSiCモジュールを使用しており、制御方式は応荷重機能付きのベクトル制御としている。1つのインバータで1両分の4台の主電動機を制御する1C4M構成としたものを1群とし、これを2群搭載しており、故障時での異常時では、各インバータ箱で群単位での解放を可能としている。
補助電源装置は定格出力135kVAの素子にフルSiCモジュールを使用した静止形インバータ（SIV）であり、編成前後の各3両に給電するが、いずれの1台が故障した場合には、相互に受給電が可能としている。
主電動機には、定格出力140kWの三相かご形誘導電動機を採用しているが、素材に低損失材料を使用しており、電磁界解析による最適損失設計より、高効率と省電力化を図っている。
運転室はワンマン運転開始後に初めて導入した車両であるため、限られたスペースの中で操作性や視認性などに配慮して、従来の機器配置を全面的に見直している。ホーム監視用モニターは運転台の速度計等の上に6.4インチの液晶表示器4画面で設置されており、前面窓上部に設置されていた従来車と比べて見上げなくとも監視できるようになっている。マスコンはデッドマン装置を組込んだ右手ワンハンドルマスコンを踏襲するが、操作部はT字型からL字型に変更された。速度計はATC車内信号付のデジタル表示であり、他編成と比べて大きな変更点はない。

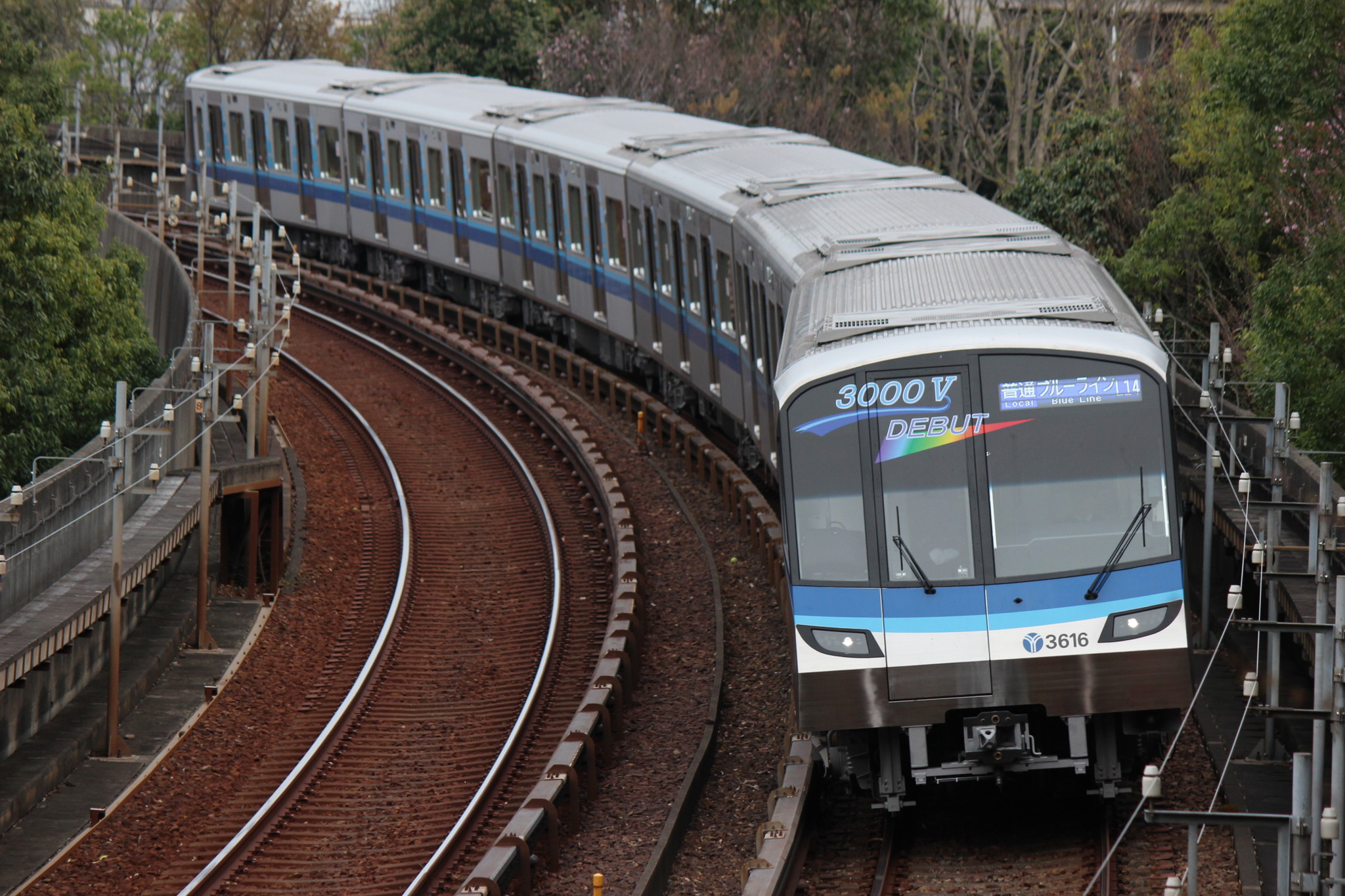
デビュー時の5次車（3000V形）
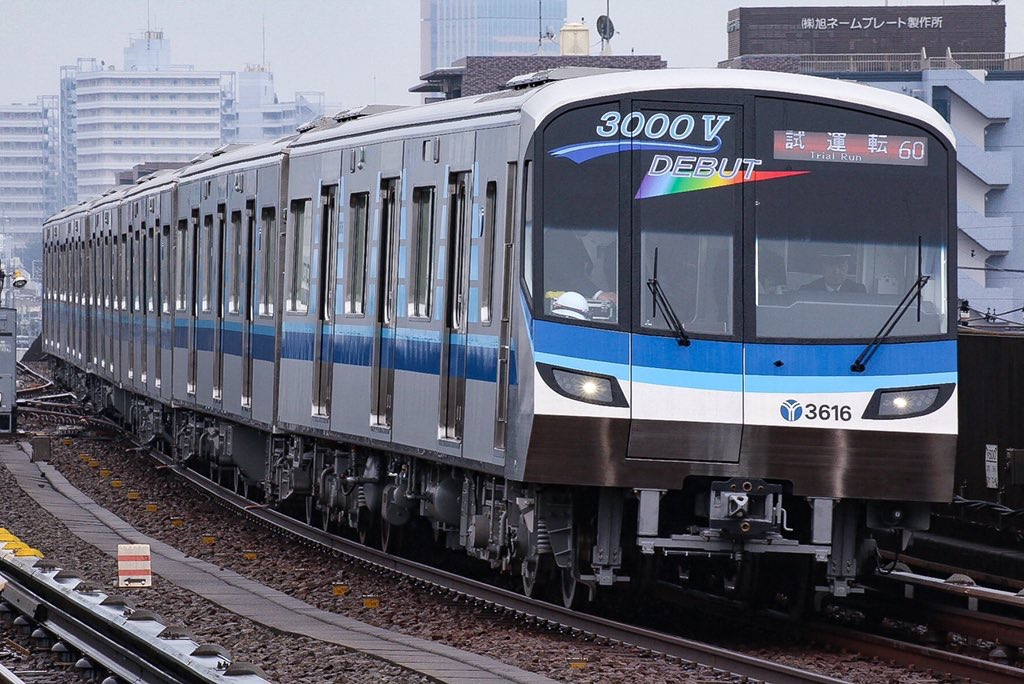
試運転中の5次車（3000V形） （2017年1月）
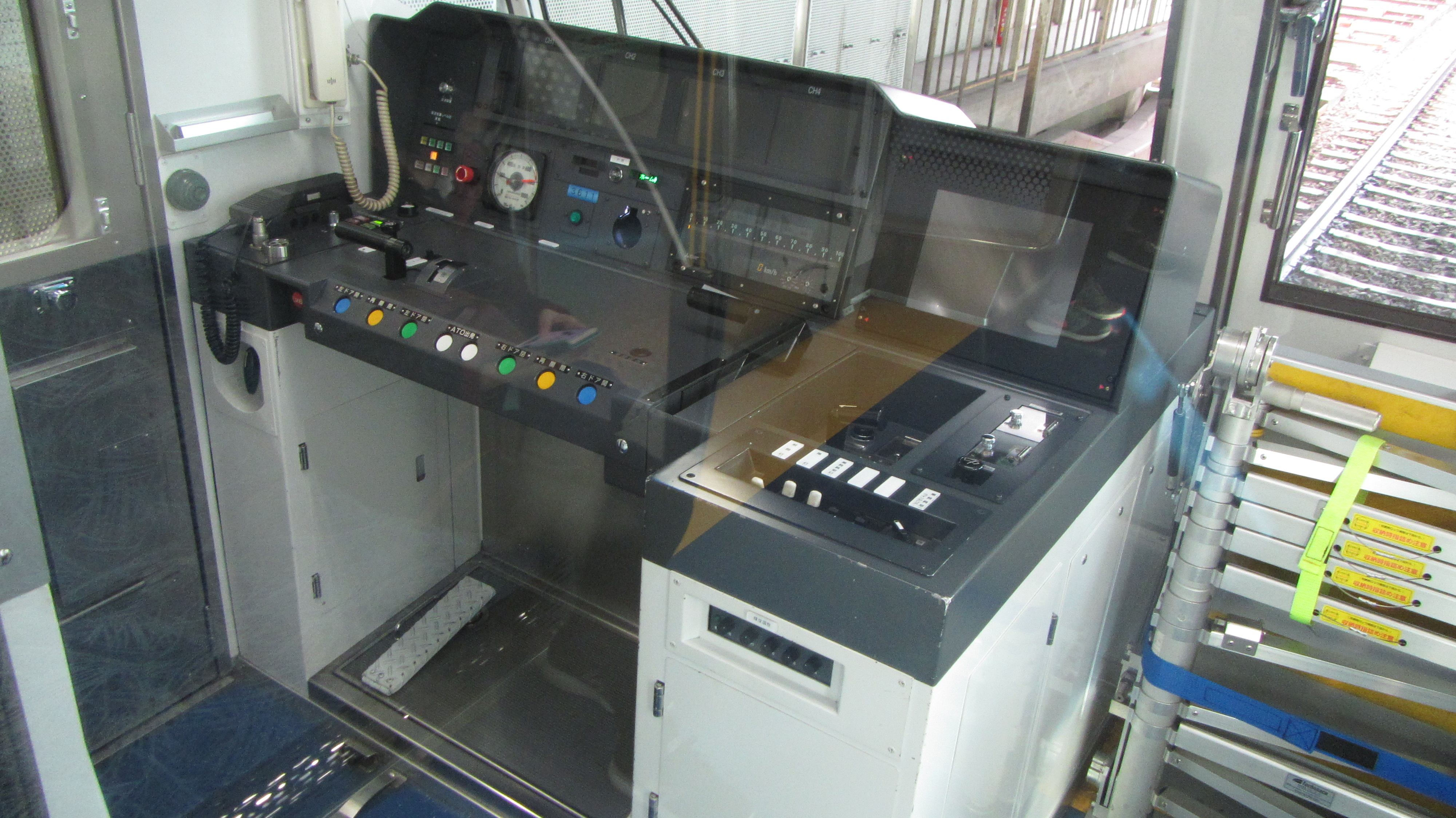
3000形5次車(3000V形）の運転台
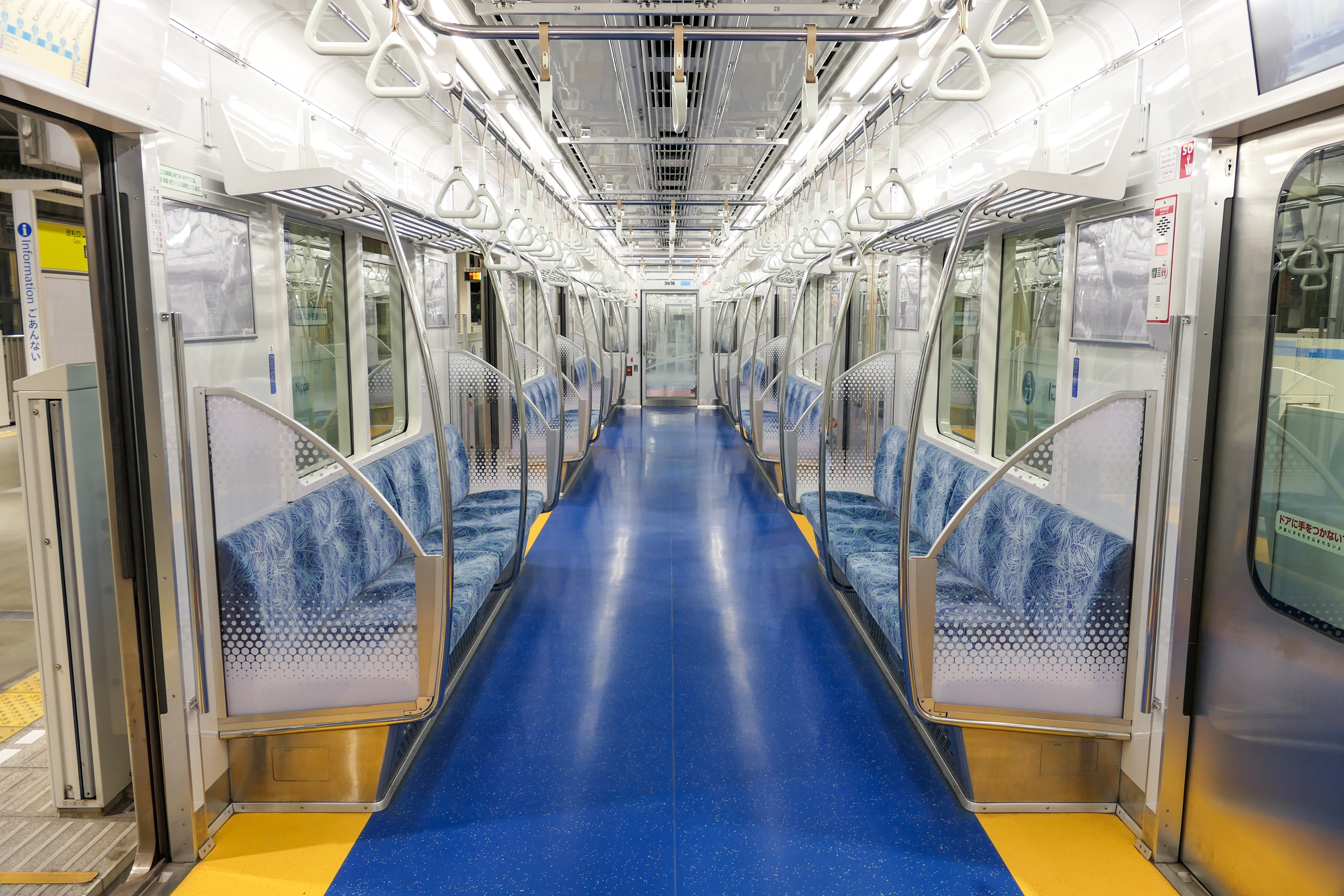
車内（全景）
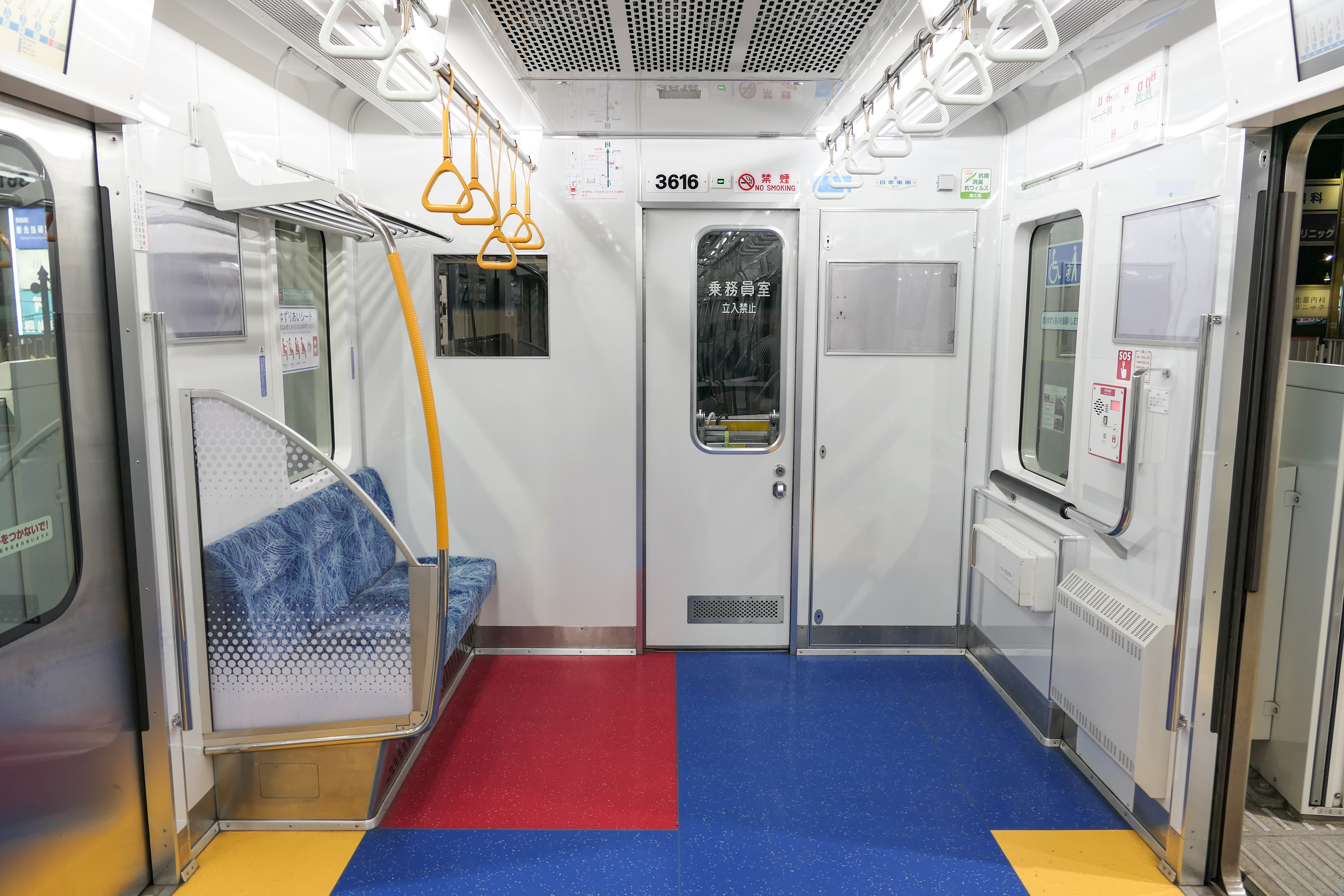
車内（先頭側）

## 空調装置
冷房装置は冷房能力19.77kW (17,000kcal/h) のセミ集中式冷房装置のものを1両あたり2基搭載する（1両あたり39.53kW (34,000kcal/h) 。機種は下記の通り製造時期によって異なる。
- 1次車、5次車（RPU-4001A（東芝製）冷媒・R22　※5次車はR407C　循環風量・43m³/min　電源・三相AC440V 30-75Hz インバーター制御
- 2次車（CU-712）冷媒・R22　循環風量・45m³/min　電源・三相AC440V 60Hz ON-OFF制御
- 3次車、4次車（CU-712A）冷媒・R407C（循環風量および電源はCU-712と同様）

## ワンマン運転対応改造工事
1・2次車（3000A形・3000N形）は東急車輛製造で施工され、同時にドアチャイムを閉扉時にも鳴動するようにしたが、開扉時の音色は若干低くされている。また、非常通報装置も増設された。また、前述の通り1次車の車内旅客案内表示器では2次車以降と同様に神奈川新聞配信の文字ニュースを表示することが可能になり、千鳥配置になった。
また、3次車（3000R形）の第39 - 46編成は新羽車両基地で施工されたが、1・2次車と同様にドアチャイムの音色が変更されている。
なお、車内旅客案内表示器は、グリーンライン開業時に同線の路線図も追加された。なおこの路線図は2015年に快速運転対応のものに変更されたが、引き継いでグリーンラインの案内も入っている。

## 事故廃車
2019年（令和元年）6月6日、第53編成（3000S形）が下飯田駅で脱線事故を起こした。それから2か月後の同年8月29日には、第38編成（3000N形）が踊場駅で脱線事故を起こした。両編成は2020年（令和2年）3月末付で車籍を抹消された。
2020年（令和2年）11月4日、横浜市交通局は2編成について「製造元による車両診断の結果、安全な運行ができない」との判断を下し、2021年（令和3年）度中に廃車処分とする旨を公表した。
2021年（令和3年）5月31日に開かれた市会常任委員会では、第38編成（3000N形）の先頭車両を保存し、安全研修に活用する事が発表された。

## 編成表
|          | ← 湘南台方面あざみ野方面 → | ← 湘南台方面あざみ野方面 → | ← 湘南台方面あざみ野方面 → | ← 湘南台方面あざみ野方面 → | ← 湘南台方面あざみ野方面 → | ← 湘南台方面あざみ野方面 → | 次車区分      | 備考                                         |
| 形式     | 3001                       | 3002                       | 3003                       | 3004                       | 3005                       | 3006                       | -             |                                              |
| 車両番号 | 3241                       | 3242                       | 3243                       | 3244                       | 3245                       | 3246                       | 1次車 3000A形 | 4000形に置き換え予定 （2022年度 - 2023年度） |
| 車両番号 | ：                         | ：                         | ：                         | ：                         | ：                         | ：                         | 1次車 3000A形 | 4000形に置き換え予定 （2022年度 - 2023年度） |
| 車両番号 | 3311                       | 3312                       | 3313                       | 3314                       | 3315                       | 3316                       | 1次車 3000A形 | 4000形に置き換え予定 （2022年度 - 2023年度） |
| 車両番号 | 3321                       | 3322                       | 3323                       | 3324                       | 3325                       | 3326                       | 2次車 3000N形 |                                              |
| 車両番号 | ：                         | ：                         | ：                         | ：                         | ：                         | ：                         | 2次車 3000N形 |                                              |
| 車両番号 | 3371                       | 3372                       | 3373                       | 3374                       | 3375                       | 3376                       | 2次車 3000N形 |                                              |
| 車両番号 | 3381                       | 3382                       | 3383                       | 3384                       | 3385                       | 3386                       | 2次車 3000N形 | 2021年度事故廃車                             |
| 車両番号 | 3391                       | 3392                       | 3393                       | 3394                       | 3395                       | 3396                       | 3次車 3000R形 |                                              |
| 車両番号 | ：                         | ：                         | ：                         | ：                         | ：                         | ：                         | 3次車 3000R形 |                                              |
| 車両番号 | 3521                       | 3522                       | 3523                       | 3524                       | 3525                       | 3526                       | 3次車 3000R形 |                                              |
| 車両番号 | 3531                       | 3532                       | 3533                       | 3534                       | 3535                       | 3536                       | 4次車 3000S形 | 2021年度事故廃車                             |
| 車両番号 | 3541                       | 3542                       | 3543                       | 3544                       | 3545                       | 3546                       | 4次車 3000S形 | 4000形に置き換え予定 （2027年度 - 2030年度） |
| 車両番号 | ：                         | ：                         | ：                         | ：                         | ：                         | ：                         | 4次車 3000S形 | 4000形に置き換え予定 （2027年度 - 2030年度） |
| 車両番号 | 3601                       | 3602                       | 3603                       | 3604                       | 3605                       | 3606                       | 4次車 3000S形 | 4000形に置き換え予定 （2027年度 - 2030年度） |
| 車両番号 | 3611                       | 3612                       | 3613                       | 3614                       | 3615                       | 3616                       | 5次車 3000V形 |                                              |

- 2022年4月現在、38編成228両が製造され、うち事故廃車された第38編成、第53編成を除く36編成216両が運行中である。

## 今後の予定
3000V形は上記のように、当初2次車として6両編成7本（42両）が追加で導入され3000A形を置き換える予定となっていたが、3000A形の置き換えおよび事故廃車分の補充は新形式となる4000形で行われることとなり、2022 - 2023年度にかけて8編成が導入された。
また、3000S形置き換え用として、4000形2次車8編成が2027 - 2030年度にかけて導入される予定となっている。